# ГЕС Лагдо
ГЕС Лагдо — гідроелектростанція в Камеруні на крайній півночі країни, споруджена на річці Бенуе (велика ліва притока Нігеру, котра впадає в нього вже на території Нігерії).
Для роботи ГЕС Лагдо річку перекрили земляною греблею висотою 40 метрів, довжиною 308 метрів та шириною по гребеню 9 метрів, яка утворила велике водосховище із об'ємом 7800 млн м3. Машинний зал станції обладнали чотирма турбінами потужністю по 21 МВт (за іншими даними — по 18 МВт).
Будівництво ГЕС здійснила в 1970-1980-х роках китайська China International Water and Electric Corporation. Комплекс, окрім виробництва 291 млн кВт-год електроенергії на рік, також дав змогу провести іригацію 15 тисяч гектарів земель, протидіяти повеням та забезпечити підтримку рівня води в Бенує для здійснення навігації протягом 140 діб у рік.
Станом на кінець 2010-х років лише один гідроагрегат перебував у робочому стані.